# تل سفحي

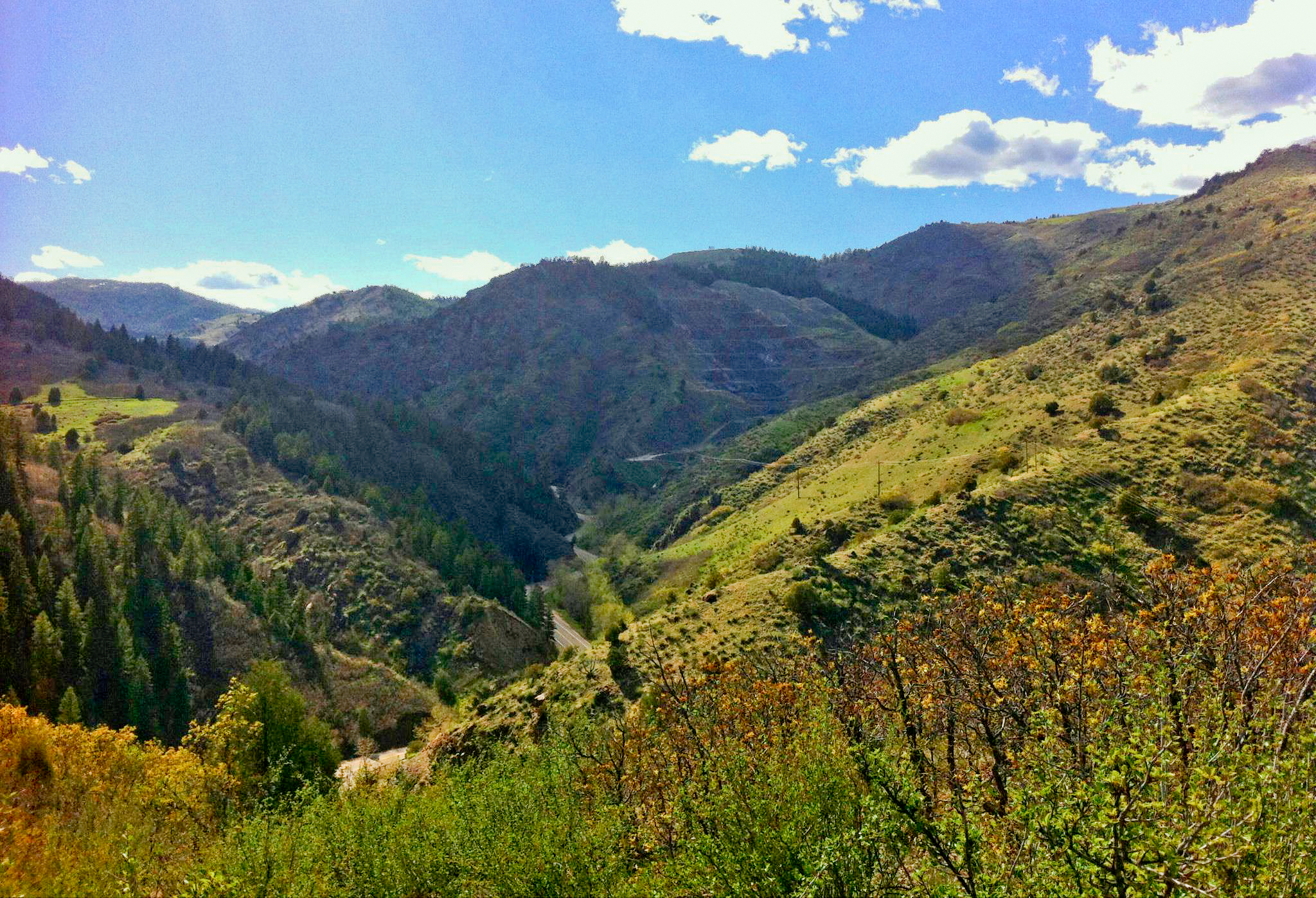
تل سفحي بالقرب من دنفر، كولورادو.

التل السفحي (بالإنجليزية: Foothill)‏ تعرف جغرافياً بأنها السفوح ذات الزيادة التدريجية في الارتفاع عند قاعدة سلسلة جبلية. وهي منطقة انتقالية بين السهول والتلال المنخفضة التضاريس إلى الجبال العالية المجاورة طوبوغرافياً.